# Marián Bednárik
Marián Bednárik (* 9. července 1945) je bývalý slovenský fotbalový záložník.

## Hráčská kariéra
V československé lize hrál za Lokomotívu Košice, gól nevstřelil.

### Prvoligová bilance
| Ročník                                   | Zápasy | Góly | Klub | Minuty            |
| ---------------------------------------- | ------ | ---- | ---- | ----------------- |
| 1. československá fotbalová liga 1971/72 | –      | 0    | –    | Lokomotíva Košice |
| CELKEM                                   | –      | 0    | –    |                   |